# 205 Martha
Marta o 205 Martha è un asteroide della fascia principale del diametro medio di circa 80,58 km. Scoperto nel 1879, presenta un'orbita caratterizzata da un semiasse maggiore pari a 2,7781010 UA e da un'eccentricità di 0,0356641, inclinata di 10,69265° rispetto all'eclittica.
Il suo nome è dedicato a Marta di Betania, un personaggio dei Vangeli, sorella di Maria e Lazzaro.